# A szüfrazsett
A szüfrazsett (eredeti cím: Suffragette) 2015-ben bemutatott brit film, amelyet Sarah Gavron rendezett.
A forgatókönyvet Abi Morgan írta. A producerei Alison Owen és Faye Ward. A főszerepekben Carey Mulligan, Helena Bonham Carter, Brendan Gleeson, Anne-Marie Duff és Ben Whishaw láthatók. A film zeneszerzője Alexandre Desplat. A film gyártója a Film4, a BFI, az Ingenious Media, a Canal+, a Ciné+, a Ruby Films és a Pathé, forgalmazója a 20th Century Fox. Műfaja történelmi film és filmdráma. 
Az Egyesült Királyságban 2015. október 12-én, Magyarországon 2015. november 26-án mutatták be a mozikban.

## Szereplők
| Szerep | Színész              | Magyar hangja (1. szinkron, 2015) |
| --- | -------------------- | --------------------------------- |
| Maud Watts | Carey Mulligan       | Solecki Janka                     |
| Edith Ellyn | Helena Bonham Carter | Pikali Gerda                      |
| Emmeline Pankhurst | Meryl Streep         | Ráckevei Anna                     |
| Emily Davison | Natalie Press        | Nemes Takách Kata                 |
| Violet Miller | Anne-Marie Duff      | Németh Kriszta                    |
| Alice Haughton | Romola Garai         | Orosz Anna                        |
| Sonny Watts | Ben Whishaw          | Pálmai Szabolcs                   |
| Arthur Steed felügyelő | Brendan Gleeson      | Csuja Imre                        |
| Benedict Haughton | Samuel West          | Fazekas István                    |
| David Lloyd George | Adrian Schiller      | Németh Gábor                      |
| Malcolm Walsop nyomozó | Morgan Watkins       | Seder Gábor                       |
| Mrs. Coleman | Lorraine Stanley     | Sági Tímea                        |
| Hugh Ellyn | Finbar Lynch         | Csuha Lajos                       |
| Norman Taylor | Geoff Bell           | Bácskai János                     |
| Maggie Miller | Grace Stottor        | Károlyi Lili                      |
| Miss Withers | Amanda Lawrence      | Téglás Judit                      |
| George Watts | Adam Michael Dodd    | Berecz Kristóf Uwe                |
| Mrs. Garston | Sarah Finigan        | Fabó Györgyi                      |
| Főbérlő | Susie Baxter         | Fabó Györgyi                      |
| James Burrill felügyelő | Clive Wood           | Kajtár Róbert                     |
| Képviselő | TBA                  | Bartók László                     |
| Fotós | TBA                  | Bor László                        |
| Rendőr | TBA                  | Élő Balázs                        |
| Árus | TBA                  | Lipcsey Colini Borbála            |
| Kordés | TBA                  | Németh Attila István              |
| Daisy | TBA                  | Pekár Adrienn                     |
| Mosodai dolgozó | TBA                  | Szabó Máté                        |
| További magyar hangok |                      |                                   |
| Bálint Adrienn, Csúz Lívia, Farkas Zita, Fehér Péter, Garamszegi Gábor, Grúber Zita, Horváth-Töreki Gergely, Jánosi Ferenc, Mohácsi Nóra, Pál Dániel Máté, Pál Zsófia, Papucsek Vilmos, Sörös Miklós, Tóth Szilvia |                      |                                   |